# Dondra Head
Dondra Head är en udde i Sri Lanka.   Den ligger i provinsen Southern Province, i den södra delen av landet, 140 km sydost om huvudstaden Colombo.
Terrängen inåt land är platt. Havet är nära Dondra Head söderut.  Närmaste större samhälle är Matara, 7,2 km väster om Dondra Head. 